# Froilan Tenorio
Pour les articles homonymes, voir Tenorio.
Froilan Cruz Tenorio (né le 9 septembre 1939 dans les Îles Mariannes (mandat des îles du Pacifique) et mort le 4 mai 2020 à Fort Worth (Texas)) est le quatrième gouverneur des Îles Mariannes du Nord entre le 10 janvier 1994 et le 12 janvier 1998.

## Biographie
Froilan Tenorio a obtenu un diplôme d'associé du Collège territorial de Guam en 1962 avant d'obtenir un baccalauréat en génie civil de l'université Marquette en 1967. 
Il a ensuite été employé par le département des travaux publics de Los Angeles en Californie. En 1972, il a été embauché par la Micronesian Construction Company. Il a fondé sa propre entreprise de construction deux ans plus tard. 
La carrière de Froilan Tenorio au début de sa carrière élective comprenait un mandat de sénateur au CNMI et trois mandats de deux ans en tant que représentant de Washington. Il s'est d'abord présenté pour le poste de gouverneur en 1989. En 1993, il a concouru à nouveau et a remporté l'élection.